# Puerto de Santa Cruz
Puerto de Santa Cruz és un municipi de la província de Càceres, a la comunitat autònoma d'Extremadura (Espanya).

## Demografia
| 2001 | 2002 | 2003 | 2004 | 2005 | 2006 |
| ---- | ---- | ---- | ---- | ---- | ---- |
| 417  | 415  | 410  | 410  | 404  | 403  |